# Israelische Badmintonmeisterschaft 1987
Die Israelische Badmintonmeisterschaft 1987 war die elfte Austragung der nationalen Titelkämpfe von Israel im Badminton. Sie fand in mehreren Etappen an verschiedenen Orten statt.

## Sieger und Finalisten
| Disziplin    | Gold                     | Silber                    |
| ------------ | ------------------------ | ------------------------- |
| Herreneinzel | Amir Moses               | Reuven Moses              |
| Dameneinzel  | Sigalit Moses            | Aliza Moses               |
| Herrendoppel | Reuven Moses Amir Moses  | Yona Dukalski Geri Reznik |
| Mixed        | Amir Moses Sigalit Moses | Reuven Moses Aliza Moses  |